# Zone of the Dead
Zona morților (din engleză Zone of the Dead), cunoscut și ca Apocalipsa morților (din engleză Apocalypse of the Dead; în sârbă Zona Mrtvih) este un film de groază sârbo-italo-spaniol în limba engleză din 2009 regizat de Milan Konjević și Milan Todorović (debut regizoral). În rolurile principale au interpretat actorii Ken Foree, Kristina Klebe și Emilio Roso.

## Rezumat
În 1986, la Cernobîl, este descoperită o groapă comună de cadavre vechi de trei sute de ani, asemănătoare victimelor ciumei, dar care nu au putrezit corespunzător. Șeful biroului sosește la fața locului și este informat că un bărbat s-a tăiat în coasta unui cadavru și a murit de infecție câteva minute mai târziu. Câteva secunde mai târziu, același bărbat se ridică și îi atacă pe cei doi.

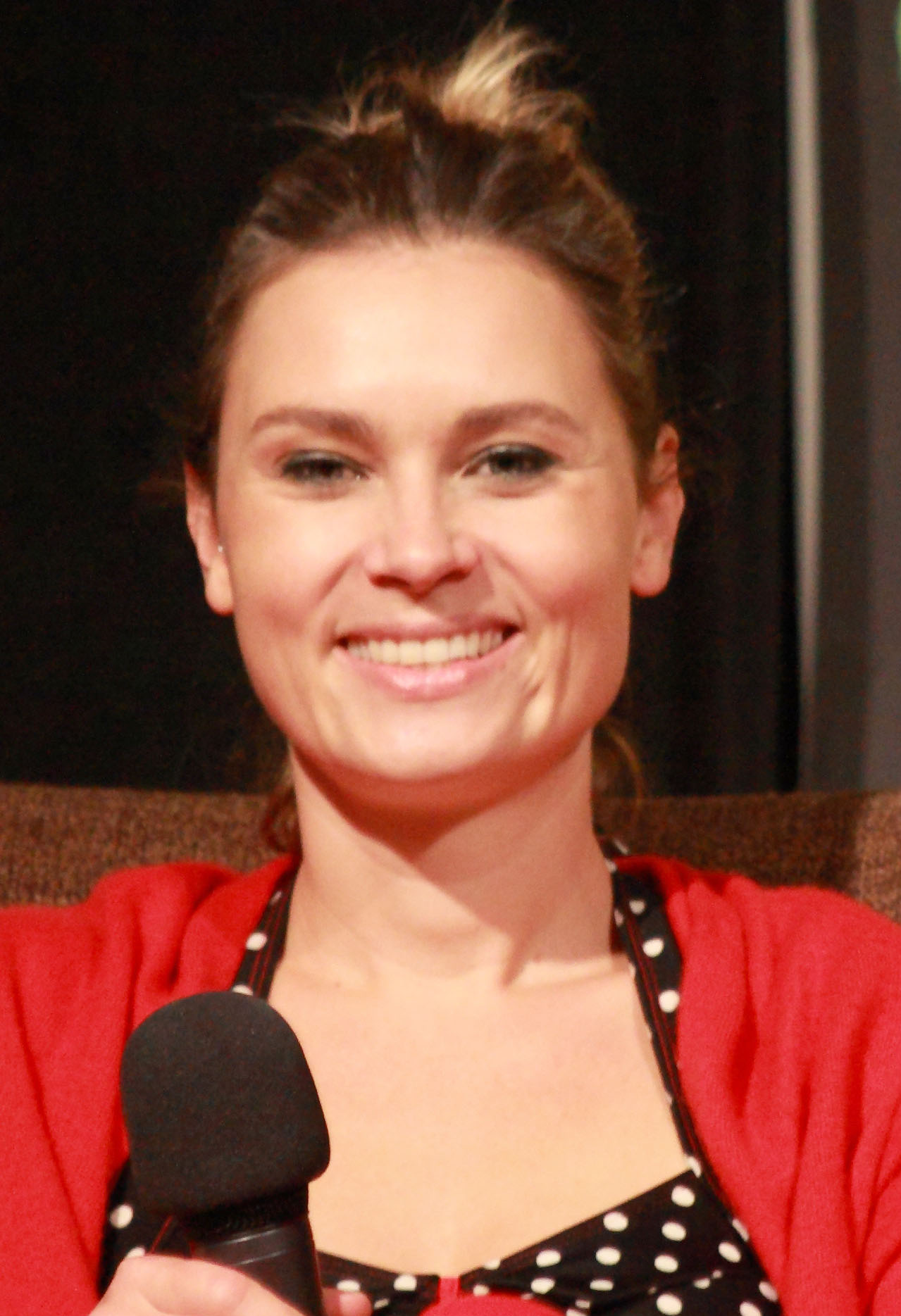
Kristina Klebe

Douăzeci de ani mai târziu, un profesor încearcă să prindă un tren din România spre Pancevo, Serbia, dar află de la impiegat că toate căile ferate au fost închise ca parte a unui exercițiu militar sârb cu NATO. În timp ce încearcă să dea un telefon, sosește un tren care transportă într-o cisternă un agent mortal (marcat pericol biologic) care este supravegheat de un cercetător într-un combinezon HAZMAT, care cere permisiunea de a trece. Înainte de a i se acorda, trei soldați beți, în afara serviciului, apar și hărțuiesc paznicul stației, îi iau arma și în lupta care urmează, fără să vrea, trag cu arma și eliberează agentul chimic periculos în atmosferă. Toți soldații și paznicul stației sunt infectați de gaz, devin zombi, dar profesorul își pune o mască de gaze și reușește să scape.
Între timp, agentul Interpol Mina Milieus are misiunea de a transporta un prizonier misterios din Serbia la Belgrave (Londra), în timp ce se află sub supravegherea agentului Mortimer „Morty” Reyes, un fost agent CIA la un pas de a se pensiona, și împreună cu partenerul său, inspectorul Dragan „Dra” Belic. În timp ce Mina îl admiră pe Morty, ea este, de asemenea, emoționată, deoarece aceasta este prima ei misiune pe teren. Morty o asigură că totul va fi bine, considerând că aceasta este cea mai ușoară misiune pe care a avut-o vreodată.

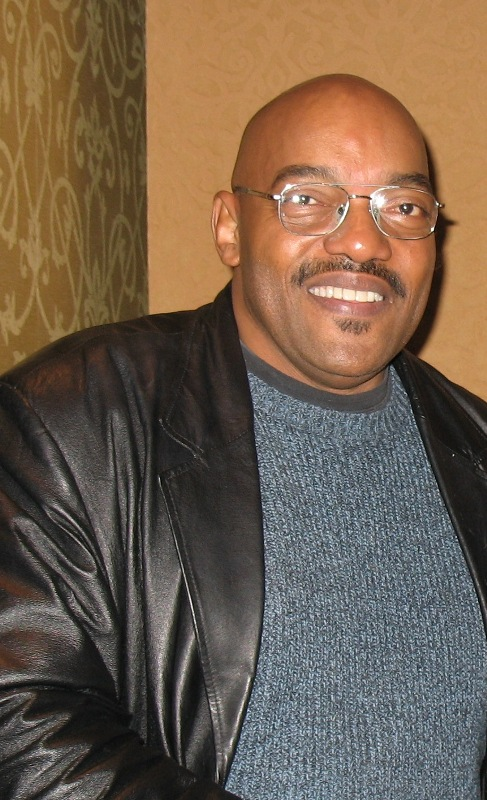
Ken Foree

Șeful Biroului se întâlnește cu președintele Serbiei și îl informează despre accidentul din gara din Pancevo. El dezvăluie că agentul din rezervor a fost capabil să reanimeze celulele moarte și îl sfătuiește să nu ordone o evacuare, ci să limiteze incidentul și să lase Garda Națională (jandarmeria) să se ocupe de restul.
Înapoi în Pancevo, un tânăr reporter pe nume Jan își pierde timpul cu un concert minor și este în cele din urmă convins de prietena sa Angela să plece împreună cu prietena ei, Jovana. În același timp, profesorul încearcă să scape de numărul tot mai mare de infectați. El întâlnește un alt infractor evadat, Armaghedon, care afirmă că Sfârșitul Zilelor a sosit și și-a asumat o misiune personală de a eradica zombii. Profesorul fuge și se întâlnește cu Jan și cu fetele, care îi permit să intre în mașina lor.
Cele două dube ale Interpolului ajung în Pancevo chiar în momentul în care șoferul, Petrovic, dă peste un zombie. Când coboară să cerceteze, mai mulți zombi apar, separându-i de agenții Bottin și Savini. Ei încearcă să contacteze sediul central pentru întăriri, dar nu are semnal. După ce găsește cea de-a doua dubă, în care se află prizonierul, Morty descoperă că Bottin și Savini sunt morți și că vin și mai mulți zombi. Prizonierul le spune să împuște zombii în cap, ceea ce se dovedește a fi un succes, dar sunt repede copleșiți: Petrovic este devorat, iar Dra este mușcat de mână. Ei sunt forțați să se adăpostească într-o secție de poliție abandonată din apropiere, fără a avea prea multe opțiuni.
În timp ce cercetează zona, Morty și Dra îi găsesc pe profesor, Jan și fetele și îi aduc înapoi în secție. Prizonierul încearcă să flirteze cu Mina, ea îl refuză, dar este descurajată de modul în care el știe că este o începătoare. Între timp, Armaghedon își continuă atacul asupra zombilor, folosind mai multe arme. El intră într-un post local de televiziune și transmite declarația sa despre apocalipsă către locuitorii din Pancevo. Realizând gravitatea situației, Morty decide să activeze generatorul și să găsească o cale de ieșire. Dra nu mai poate veni merge și a început să cedeze infecției, de aceea Morty îl eliberează pe prizonier și îl ia cu el. După pornirea curentului electric, mai mulți zombi intră și aproape îl ucid pe Morty, dar prizonierul îl salvează. Dra moare și se transformă, forțând-o pe Mina să-l împuște. Jovana, înnebunită de turnura evenimentelor, dărâmă baricada, lăsându-se mâncată. Profesorul alege, de asemenea, să se împuște cu arma lui Morty, în loc să fie mâncat.
Grupul scapă și se îndreaptă spre râu prin tunelurile de cale ferată. Prizonierul îi dezvăluie Minei că știe de zombi pentru că tatăl său a fost unul dintre cei care au cauzat incidentul de la Cernobîl. El continuă să explice că președintele va "curăța" cel mai probabil orașul pentru a preveni răspândirea infecției. La sosirea pe șantierele navale, ei găsesc o hoardă de zombi adormiți pe care un zombie în combinezon HAZMAT îi trezește. Morty îi atrage pe zombi departe, în timp ce restul grupului se îndreaptă spre barcă. Morty rămâne fără muniție și este prins într-un tren, în timp ce Jan ia barca și o abandonează pe Angela. Tocmai când era pe punctul de a fi mâncată, Armaghedon sosește și aprovizionează grupul cu arme; Mina cu o pușcă și prizonierul cu o sabie largă. Cei trei continuă să omoare zombii în timp ce Morty scapă din tren, luând o armă de la prizonier și ajutându-i. Armaghedon ucide toți nemorții, iar prizonierul îl decapitează pe cel în HAZMAT, aparent punând capăt amenințării.
Mai târziu, președintele anunță că va coopera cu NATO pentru a-i aduce pe toți cei responsabili de crearea armei biologice în fața justiției, spre disperarea șefului Biroului. Președintele consideră că decizia sa este "un rău necesar" și se așteaptă ca șeful să demisioneze, cu efect imediat. Mina îi permite prizonierului să plece, în ciuda faptului că mai are muniție în arma sa, arătându-și respectul față de el. Morty o felicită pentru eforturile ei, în ciuda faptului că misiunea nu a fost finalizată, spunând că a dat-o în bară din prima. Milo întreabă cine a fost prizonierul, la care Morty răspunde: "Nimic special".
Armaghedon își termină profeția în timp ce pleacă, răspunzând probabil la întrebarea Minei: „Și își va ridica mâinile cu Sabia Răzbunării. Lama înflăcărată a răsplătirii Domnului. Și ochii lui erau ca flacăra focului... și avea un nume scris, pe care nimeni nu îl știa, decât el.”
În scena finală, Jan care a fugit singur cu o barcă pe râu, rămâne fără benzină și este atacat de căpitanul acesteia.

## Distribuție
- Ken Foree – Agent Mortimer Reyes[6]
- Kristina Klebe – Agent Interpol Mina Milius[7]
- Emilio Roso – Prizonier[8]
- Miodrag Miki Krstović – Belic[9]
- Vukota Brajović – Armagedon[10]
- Bojan Dimitrijević –  Rookie Cop
- Ariadna Cabrol – Angela[11]
- Steve Agnew – Profesor
- Iskra Brajović – Yovana[12]
- Marko Janjić – Jan[6]
- Živko Grubor – Petrovic
- Nenad Ćirić –  Președintele Serbiei
- Maria Kawecka – Secretarul Președintelui
- Vahidin Prelic – agent Bottin
- Vibrator u rikverc – trupa în petrecere
- Danilo Bećković – zombie
- Antoni Solé – director TV

## Lansare și primire
Filmul a fost lansat la 22 februarie 2009. La 1 martie 2010, Metrodome a lansat DVD-ul în Marea Britanie și Irlanda sub titlul Apocalypse of the Dead. La 1 septembrie 2012, Epic Pictures l-a lansat pe DVD în America de Nord sub titlul Apocalypse of the Dead.

## Continuare
O continuare denumită Zone of the Dead 2 (Zona morților 2) a fost planificată încă din 2009.